# Franz Calvelli-Adorno
Franz Wilhelm Calvelli-Adorno (* 16. Dezember 1897 in Frankfurt am Main; † 19. September 1984 in Lappersdorf) war ein deutscher Jurist. Er wurde wegen seiner jüdischen Abstammung von den Nationalsozialisten aus seinem Richteramt entfernt. Nach dem Zweiten Weltkrieg setzte er als Senatspräsident beim Oberlandesgericht Frankfurt neue Maßstäbe in der Rechtsprechung zur Entschädigung der Sinti und Roma.

## Leben

### Herkunft und Familie
Franz Wilhelm Calvelli-Adorno war ein Sohn des Bankangestellten Ludwig Prosper (gen. Louis) Calvelli-Adorno (1866–1960), der korsische Vorfahren hatte und katholisch war. Seine Mutter Martha Katz (1867–1920) stammte aus einer bürgerlich-jüdischen Fabrikantenfamilie. Die  Sängerin und Pianistin Maria Calvelli-Adorno war seine Tante, deren Sohn, der Philosoph Theodor W. Adorno, sein Cousin.
Er war verheiratet mit Helene Mommsen (1895–1988), einer Enkelin von Tycho Mommsen. Aus der Ehe sind die Kinder Elisabeth Martha (1925–2016, ⚭ Reinhuber), Ludwig Tycho (1927–2009) und Agathe (* 1930, ⚭ Rainer Jaenicke, Eltern von Hannes Jaenicke und Alexander Calvelli) hervorgegangen.

### Werdegang und Wirken
Am Lessing-Gymnasium in Frankfurt machte er 1916 das Abitur und begann anschließend ein Violinstudium am Hoch’schen Konservatorium und nahm gleichzeitig ein Studium der Rechtswissenschaften an der Johann Wolfgang Goethe-Universität Frankfurt am Main auf, das er 1925 mit der zweiten juristischen Staatsprüfung und der Dissertation Die politische Tätigkeit des Beamten nach preußisch-deutschem Recht als Dr. jur. abschloss.
Er wurde zunächst Gerichtsassessor und war am Landgericht Frankfurt am Main beschäftigt, bis er 1929 zum Landgericht Dortmund wechselte und dort Land- und Amtsgerichtsrat wurde. Nach der Machtübernahme der Nationalsozialisten wurde er zum 1. November 1933 in den Ruhestand versetzt, weil seine Mutter eine Jüdin war. Mehrfach wurde ihm ein Ruhegehalt verweigert, weshalb er mit seiner Familie nach Frankfurt zurückkehrte und dort die Zulassung als Rechtsanwalt beantragte. Dieses Begehren wurde jedoch abgelehnt. Seinen Lebensunterhalt verdiente er vorübergehend mit Musikunterricht in Klavier und Geige, auch zusammen mit seiner Frau. Von 1934 bis 1937 war er Stimmführer der zweiten Geigen im Kulturbund-Orchester.
Nachdem er 1938 aus der Reichsmusikkammer ausgeschlossen worden war, versuchte er in die USA auszureisen. Dieser Plan scheiterte an den restriktiven Einwanderungsbestimmungen. Seine beiden älteren Kinder fanden 1939 in Großbritannien Zuflucht. Sofort bei Kriegsbeginn wurde er 1939 zur Wehrmacht eingezogen und bereits 1940 wieder entlassen, weil er „Halbjude“ war. Er tauchte unter und verdingte sich als juristischer Mitarbeiter in Frankfurter Anwaltskanzleien, bis er mit seiner Frau und der Tochter Agathe im Sommer 1943 – wegen der zunehmenden Luftangriffe – nach Zwingenberg (Bergstraße) übersiedelte. 1944 fiel sein Haus in Frankfurt den Bomben zum Opfer; Calvelli-Adorno wurde zur Zwangsarbeit bei der Organisation Todt einberufen. Er flüchtete – immer der Gefahr der Entdeckung durch die Gestapo ausgesetzt – und fand zeitweise Unterschlupf im Sanatorium Bühlerhöhe  im Schwarzwald.
Bald nach Kriegsende wurde er zum 1. August 1945 Amtsgerichtsrat am Amtsgericht Bensheim, wo er bis zu seinem Wechsel am 1. März 1946 zum Oberlandesgericht Frankfurt blieb. Dort wurde er 1950 Oberlandesgerichtsrat und am 1. Mai 1951 zum Senatspräsidenten der Zweiten Kammer des OLG Frankfurt ernannt. Mit seiner Tätigkeit prägte er die Rechtsprechung, vor allem im Wiedergutmachungs-, Rückerstattungs- und Entschädigungsrecht. Dabei setzte er sich in umfangreichen Ausführungen (siehe „Die rassische Verfolgung der Zigeuner vor dem 1. März 1943“ in Rechtsprechung zum Wiedergutmachungsrecht, RzW 1961, S. 529) kritisch mit der Rechtsprechung des Bundesgerichtshofes auseinander. Diese hatten Wirkung auf die Rechtsprechung anderer Obergerichte und schließlich auch auf die Rechtsprechung des BGH.
Zum 1. April 1962 wurde er in den Ruhestand verabschiedet.

### Sonstiges
Im Germanischen Nationalmuseum in Nürnberg ist eine Frankfurter Küche ausgestellt. Diese stammt aus der Wohnung, die er und seine Frau von 1950 bis 1984/1988 bewohnt haben.
In der Berliner Kronenstraße 73–74 befindet sich eine Gedenktafel, die an die verfolgten jüdischen Juristinnen und Juristen während der NS-Willkürherrschaft erinnert.

### Öffentliche Ämter
- 1955–1975 Vorstandsmitglied der Frankfurter Museumsgesellschaft

### Veröffentlichungen (Auswahl)
- 1958 „Im ‚Museum’ – damals und heute. Erinnerungen eines alten Ffter Konzertbesuchers“ (autobiographischer Aufsatz)
- 1965 „Über die religiöse Sprache. Kritische Erfahrungen“ (italienische Übersetzung 1971= Valori e limiti del linguaggio religioso)
- 1965 Die Verlängerung der Verjährungsfrist für die Strafverfolgung von Verbrechen, die mit lebenslangem Zuchthaus bedroht sind, NJW S. 273  (zur Frage der Verjährung von NS-Verbrechen)